# Élections fédérales suisses de 1947
Les élections fédérales suisses de 1947 se sont déroulées le 26 octobre 1947. Elles ont désigné la 33e législature depuis 1848. Ces élections renouvelèrent les 194 sièges du Conseil national et une partie des sièges du Conseil des États. Les députés furent élus pour une durée de quatre ans.
Au sortir de la guerre, le Parti communiste suisse qui fut interdit en 1944 se reconstitua au sein du Parti suisse du Travail. Il se présenta aux élections et gagna 7 mandats. Ce fut le meilleur résultat obtenu par les communistes en Suisse depuis 1848 jusqu'à aujourd'hui. Le Parti radical redevient la plus grande formation de la Chambre basse, avec 52 sièges (+5). Le Parti socialiste obtient 48 sièges (-8) et les conservateurs catholiques 44 (+1).
Au Conseil des États, sur 44 sièges, le PSS garda ses cinq sièges, le Parti conservateur populaire en perdit un (18) sièges et les Radicaux continuèrent de perdre un mandat, pour obtenir son pire résultat de toute son histoire avec 11 sièges. Le Parti des paysans, artisans et bourgeois resta stable avec 4 mandats.

## Système électoral

### Conseil national
Les membres du Conseil national sont élus, depuis 1919, au système proportionnel pour une durée de quatre ans. Les cantons forment les circonscriptions électorales et le nombre de sièges par canton dépend de leur population. Dans le canton d'Appenzell Rhodes-Extérieures, l'élection a été tacite.

### Conseil des Etats
Chaque canton dispose de deux sièges au Conseil des Etats et chaque demi-canton d'un siège. Le mode d'élection des membres du Conseil des Etats est défini par les cantons. Seuls vingt-cinq Conseillers aux États ont été élus le 28 octobre en même temps que les Conseillers nationaux. Dans les cantons de d'Appenzell Rhodes-Intérieures, Glaris, Nidwald et Obwald, les Conseillers aux États sont élus par les Landsgemeinde, pour des durées allant d'une année à quatre ans. Dans les cantons de Berne, Fribourg, Neuchâtel et Saint-Gall, les Conseillers aux États sont élus par les parlements cantonaux. Enfin, dans les cantons des Grisons, du Tessin et de Zoug, l'élection des Conseillers aux États a lieu au suffrage universel, mais pas en même temps que les élections fédérales.

## Résultats

### Résultats globaux
|  | Partis                                   | Sigles | Tendances politiques    | Sièges au CN | Sièges au CE |
|  | ---------------------------------------- | ------ | ----------------------- | ------------ | ------------ |
|  | Parti radical-démocratique               | PRD    | radical                 | 52           | 11           |
|  | Parti socialiste                         | PSS    | socialiste              | 48           | 5            |
|  | Parti conservateur populaire             | PCP    | conservateur            | 44           | 18           |
|  | Parti des paysans, artisans et bourgeois | PAB    | agrarien                | 21           | 4            |
|  | Alliance des Indépendants                | AdI    | social-libéral          | 8            | -            |
|  | Parti libéral démocratique               | PLD    | libéral/conservateur    | 7            | 2            |
|  | Parti suisse du Travail                  | PST    | communiste              | 7            | -            |
|  | Parti démocratique                       | DEM    | progressiste            | 5            | 2            |
|  | Parti chrétien-protestant                | PCP    | conservateur/protestant | 1            | -            |
|  | Parti libéral-socialiste                 | PLSS   | social-libéral          | 1            | -            |
|  | Autre                                    | Autre  | Ind.                    | -            | 2            |

### Pourcentages des voix au Conseil national par canton
| Canton | Total           | PRD    | PSS    | PCP    | PAB    | AdI    | PLD    | PST    | DEM    | PCP   | PLSS  | DIV    |
| ------ | --------------- | ------ | ------ | ------ | ------ | ------ | ------ | ------ | ------ | ----- | ----- | ------ |
|        | 100 %           | 12,4 % | 27,3 % | 8,9 %  | 14,0 % | 18,8 % | 0,0 %  | 6,1 %  | 6,4 %  | 3,4 % | 2,7 % | 0,0 %  |
|        | 100 %           | 17,4 % | 40,5 % | 6,2 %  | 34,3 % | 0,0 %  | 0,0 %  | 1,6 %  | 0,0 %  | 0,0 % | 0,0 % | 0,0 %  |
|        | 100 %           | 37,0 % | 12,7 % | 50,3 % | 0,0 %  | 0,0 %  | 0,0 %  | 0,0 %  | 0,0 %  | 0,0 % | 0,0 % | 0,0 %  |
|        | 100 %           | 75,7 % | 23,1 % | 0,0 %  | 0,0 %  | 0,0 %  | 0,0 %  | 0,0 %  | 0,0 %  | 0,0 % | 0,0 % | 1,3 %  |
|        | 100 %           | 24,4 % | 21,6 % | 37,7 % | 0,0 %  | 0,0 %  | 0,0 %  | 0,0 %  | 0,0 %  | 0,0 % | 0,0 % | 16,2 % |
|        | 100 %           | 0,0 %  | 15,7 % | 83,8 % | 0,0 %  | 0,0 %  | 0,0 %  | 0,0 %  | 0,0 %  | 0,0 % | 0,0 % | 0,0 %  |
|        | 100 %           | 0,0 %  | 0,0 %  | 96,5 % | 0,0 %  | 0,0 %  | 0,0 %  | 0,0 %  | 0,0 %  | 0,0 % | 0,0 % | 3,5 %  |
|        | 100 %           | 31,0 % | 39,3 % | 0,0 %  | 0,0 %  | 0,0 %  | 0,0 %  | 0,0 %  | 29.7%  | 0,0 % | 0,0 % | 0,0 %  |
|        | 100 %           | 28,8 % | 27,2 % | 44,0 % | 0,0 %  | 0,0 %  | 0,0 %  | 0,0 %  | 0,0 %  | 0,0 % | 0,0 % | 0,0 %  |
|        | 100 %           | 24,8 % | 12,7 % | 56,9 % | 5,6 %  | 0,0 %  | 0,0 %  | 0,0 %  | 0,0 %  | 0,0 % | 0,0 % | 0,0 %  |
|        | 100 %           | 37,2 % | 32,6 % | 26,6 % | 1.8%   | 1.8%   | 0,0 %  | 0,0 %  | 0,0 %  | 0,0 % | 0,0 % | 0,0 %  |
|        | 100 %           | 19,6 % | 29,2 % | 11,2 % | 12,8 % | 0,0 %  | 0,0 %  | 7.7%   | 18,7 % | 0,0 % | 0,0 % | 0,0 %  |
|        | 100 %           | 16,3 % | 20,5 % | 11,8 % | 4.0%   | 13,1 % | 14,7 % | 19,7 % | 0.0%   | 0,0 % | 0,0 % | 0,0 %  |
|        | 100 %           | 29,5 % | 46,1 % | 8.5%   | 15.9%  | 0,0 %  | 0,0 %  | 0,0 %  | 0,0 %  | 0,0 % | 0,0 % | 0,0 %  |
|        | Election tacite |        |        |        |        |        |        |        |        |       |       |        |
|        | 100 %           | 0,0 %  | 0,0 %  | 92,0 % | 0,0 %  | 0,0 %  | 0,0 %  | 0,0 %  | 0,0 %  | 0,0 % | 0,0 % | 8,0 %  |
|        | 100 %           | 27,2 % | 16,9 % | 41,7 % | 0,0 %  | 6,7 %  | 0,0 %  | 1.5%   | 2.6%   | 0,0 % | 0,0 % | 3,4 %  |
|        | 100 %           | 16,3 % | 12.2%  | 38,1 % | 0,0 %  | 0,0 %  | 0,0 %  | 0,0 %  | 33,4 % | 0,0 % | 0,0 % | 0,0 %  |
|        | 100 %           | 18,7 % | 35,7 % | 22,4 % | 16,5 % | 0,0 %  | 0,0 %  | 2.1%   | 0,0 %  | 4.6%  | 0,0 % | 0,0 %  |
|        | 100 %           | 19,3 % | 30,8 % | 22,8 % | 27,2 % | 0,0 %  | 0,0 %  | 0,0 %  | 0,0 %  | 0,0 % | 0,0 % | 0,0 %  |
|        | 100 %           | 38,5 % | 16,5 % | 39,9 % | 2.8%   | 0,0 %  | 0,0 %  | 2.3%   | 0,0 %  | 0,0 % | 0,0 % | 0,0 %  |
|        | 100 %           | 34,6 % | 20,5 % | 0,0 %  | 9,8 %  | 0,0 %  | 18,9 % | 16,3 % | 0,0 %  | 0,0 % | 0,0 % | 0,0 %  |
|        | 100 %           | 22,5 % | 11,1 % | 64,3 % | 0,0 %  | 0,0 %  | 0,0 %  | 2.1%   | 0,0 %  | 0,0 % | 0,0 % | 0,0 %  |
|        | 100 %           | 26,6 % | 37,0 % | 0,0 %  | 0,0 %  | 0,0 %  | 24,8 % | 11.6%  | 0,0 %  | 0,0 % | 0,0 % | 0,0 %  |
|        | 100 %           | 29,4 % | 9,2 %  | 14,0 % | 0.0%   | 0,0 %  | 17,8 % | 29,1 % | 0,0 %  | 0,0 % | 0,0 % | 0,5 %  |
|        | 100 %           | 23,0 % | 26,2 % | 21,2 % | 12,1 % | 4,4 %  | 3,2 %  | 5,1 %  | 2,9 %  | 0,9 % | 0,5 % | 0,5 %  |

### Sièges au Conseil national par canton
| Canton | Total | PRD | PRD | PSS | PSS | PCP | PCP | PAB | PAB | AdI | AdI | PLD | PLD | PST | PST | DEM | DEM | PCP | PCP | PLS | PLS | JP | JP | DIV | DIV |
| ------ | ----- | --- | --- | --- | --- | --- | --- | --- | --- | --- | --- | --- | --- | --- | --- | --- | --- | --- | --- | --- | --- | -- | -- | --- | --- |
|        | 31    | 4   | ±0  | 9   | -3  | 3   | +1  | 4   | -1  | 6   | +2  |     |     | 1   | +1  | 2   | ±0  | 1   | ±0  | 1   | +1  |    |    |     |     |
|        | 33    | 6   | +1  | 14  | +1  | 2   | ±0  | 11  | ±0  |     |     |     |     | 0   | ±0  |     |     |     |     |     |     | 0  | -2 |     |     |
|        | 9     | 3   | ±0  | 1   | ±0  | 5   | ±0  |     |     |     |     |     |     |     |     |     |     |     |     |     |     |    |    |     |     |
|        | 1     | 1   | ±0  | 0   | ±0  |     |     |     |     |     |     |     |     |     |     |     |     |     |     |     |     |    |    |     |     |
|        | 3     | 1   | ±0  | 1   | +1  | 1   | ±0  |     |     |     |     |     |     |     |     |     |     |     |     |     |     |    |    | 0   | -1  |
|        | 1     |     |     | 0   | ±0  | 1   | ±0  |     |     |     |     |     |     |     |     |     |     |     |     |     |     |    |    |     |     |
|        | 1     |     |     |     |     | 1   | ±0  |     |     |     |     |     |     |     |     |     |     |     |     |     |     |    |    |     |     |
|        | 2     | 1   | ±0  | 1   | ±0  |     |     |     |     |     |     |     |     |     |     |     |     |     |     |     |     |    |    |     |     |
|        | 2     | 1   | +1  | 0   | -1  | 1   | ±0  |     |     |     |     |     |     |     |     |     |     |     |     |     |     |    |    |     |     |
|        | 7     | 2   | ±0  | 1   | ±0  | 4   | ±0  | 0   | ±0  |     |     |     |     |     |     |     |     |     |     |     |     |    |    |     |     |
|        | 7     | 3   | ±0  | 2   | ±0  | 2   | ±0  | 0   | ±0  |     |     |     |     |     |     |     |     |     |     |     |     |    |    |     |     |
|        | 4     | 1   | ±0  | 1   | -1  | 0   | ±0  | 1   | +1  |     |     |     |     | 0   | ±0  | 1   | ±0  |     |     |     |     |    |    |     |     |
|        | 8     | 2   | +1  | 2   | -1  | 1   | ±0  | 0   | ±0  | 1   | ±0  | 1   | -1  | 1   | +1  |     |     |     |     |     |     |    |    |     |     |
|        | 2     | 1   | ±0  | 1   | ±0  | 0   | ±0  | 0   | ±0  |     |     |     |     |     |     |     |     |     |     |     |     |    |    |     |     |
|        | 2     | 1   | ±0  | 1   | ±0  |     |     |     |     |     |     |     |     |     |     |     |     |     |     |     |     |    |    |     |     |
|        | 1     |     |     |     |     | 1   | ±0  |     |     |     |     |     |     |     |     |     |     |     |     |     |     |    |    |     |     |
|        | 13    | 4   | ±0  | 2   | ±0  | 6   | +1  |     |     | 1   | ±0  |     |     | 0   | ±0  | 0   | ±0  |     |     |     |     | 0  | -1 |     |     |
|        |       | 1   | ±0  | 0   | ±0  | 3   | +1  |     |     |     |     |     |     |     |     | 2   | -1  |     |     |     |     |    |    |     |     |
|        | 12    | 3   | +1  | 4   | -1  | 3   | ±0  | 2   | ±0  |     |     |     |     | 0   | ±0  |     |     | 0   | ±0  |     |     |    |    |     |     |
|        | 6     | 1   | ±0  | 2   | ±0  | 1   | ±0  | 2   | ±0  |     |     |     |     |     |     |     |     |     |     |     |     |    |    |     |     |
|        | 6     | 2   | +1  | 1   | -1  | 3   | ±0  | 0   | ±0  |     |     |     |     | 0   | ±0  |     |     |     |     |     |     |    |    |     |     |
|        | 16    | 6   | -2  | 3   | ±0  |     |     | 1   | -1  |     |     | 3   | ±0  | 3   | +3  |     |     |     |     |     |     |    |    |     |     |
|        | 7     | 2   | +1  | 0   | -1  | 5   | ±0  |     |     |     |     |     |     | 0   | ±0  |     |     |     |     |     |     |    |    |     |     |
|        | 5     | 2   | ±0  | 2   | ±0  |     |     |     |     |     |     | 1   | ±0  | 0   | ±0  |     |     |     |     |     |     |    |    |     |     |
|        | 8     | 3   | ±0  | 0   | -1  | 1   | -1  |     |     |     |     | 2   | ±0  | 2   | +2  |     |     |     |     |     |     |    |    |     |     |
|        | 194   | 52  | +6  | 48  | -8  | 44  | +2  | 21  | -1  | 8   | +2  | 7   | -1  | 7   | +7  | 5   | -1  | 1   | ±0  | 1   | +1  | 0  | -3 | 0   | -1  |

## À voir
- Élections fédérales suisses de 1943
- Élections fédérales suisses de 1951